# Waschhaus Place de l’Église (Mauvages)

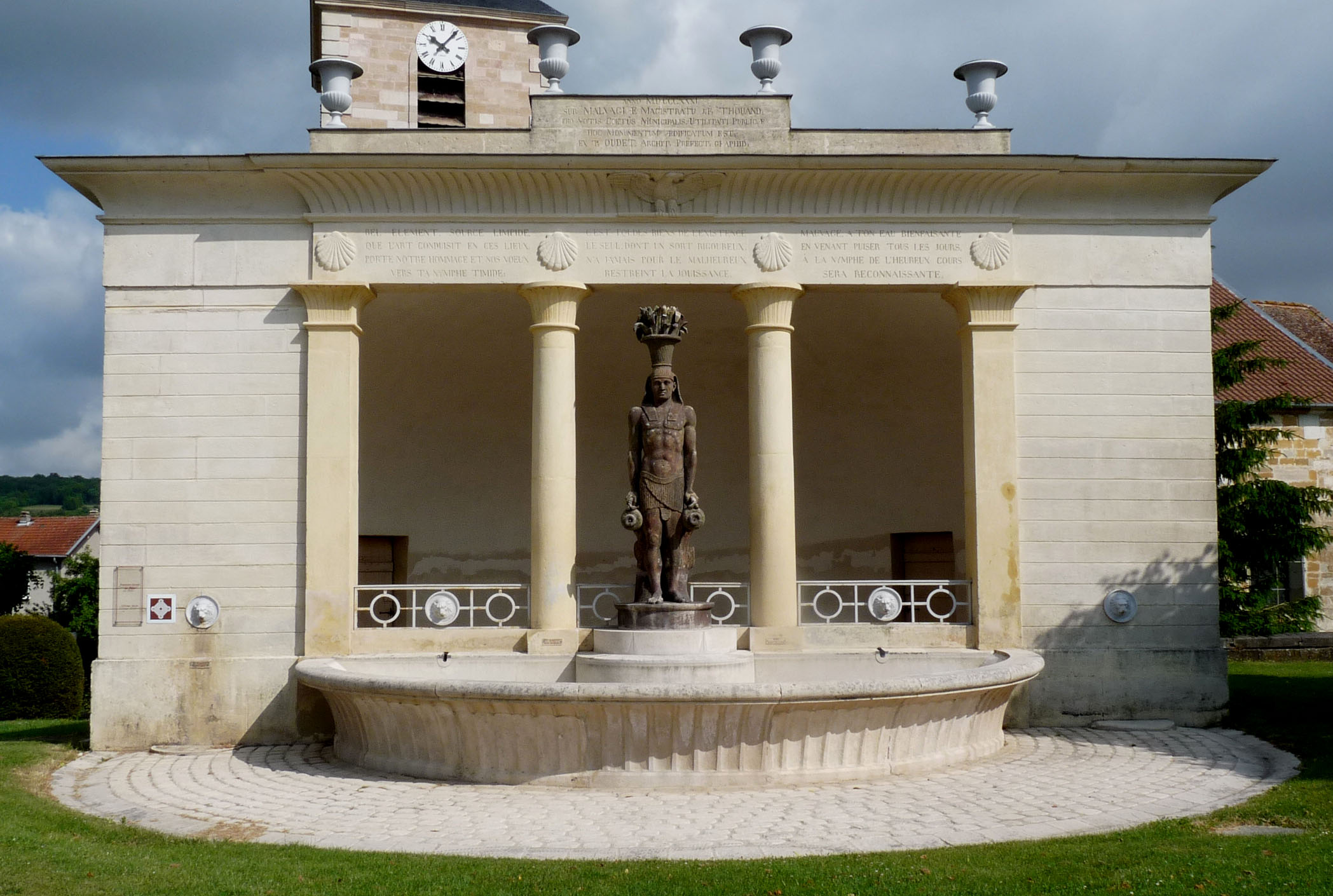
Waschhaus in Mauvages

Das Waschhaus (französisch lavoir) an der Place de l’Église in Mauvages, einer französischen Gemeinde im Département Meuse in der Region Grand Est, wurde 1831 errichtet. Das öffentliche Waschhaus in der Nähe der Kirche St-Pantaléon steht seit 1988 als Monument historique auf der Liste der Baudenkmäler in Frankreich.
Das Waschhaus mit Brunnen aus Kalksteinmauerwerk wurde nach Plänen des Architekten Joseph-Théodore Oudet (1793–1865) aus Bar-le-Duc im Stil des Klassizismus errichtet. Zwei Säulen und zwei Pfeiler akzentuieren die Schaufassade vor der ein halbrundes Brunnenbecken mit einer überlebensgroßen Skulptur steht, die von der Ägyptischen Expedition Napoleons inspiriert ist.
Die Attika trägt folgende lateinische Inschrift: „ANNO M.D.CCC. XXXI. / SUB MALVAGIAE MAGISTRATU J : F : THOUAND : / PRO VOTIS COETUS MUNICIPALIS, UTILITATI PUBLICAE / HOC MONUMENTUM AEDIFICATUM EST ; / EX T : OUDET, ARCHIT : PREFECT : GRAPHID :“
Der Architrav ist mit folgenden französischen Inschriften versehen: „BEL ELEMENT, SOURCE LIMPIDE, / QUE L’ART CONDUISIT EN CES LIEUX / PORTE NOTRE HOMMAGE ET NOS VŒUX / VERS TA NYMPHE TIMIDE !“; „C’ EST TOI, DES BIENS DE L’EXISTENCE / LE SEUL, DONT UN SORT RIGOUREUX, / N’ A JAMAIS POUR LE MALHEUREUX / RESTREINT LA JOUISSANCE ;“ und „MAUVAGE, A TON EAU BIENFAISANTE / EN VENANT PUISER TOUS LES JOURS, / A LA NYMPHE DE L’HEUREUX COURS / SERA RECONNAISSANTE.“
In der Hohlkehle ist der Adler Napoleons angebracht.